# Skyfall
Skyfall je dvacátá třetí filmová bondovka produkovaná Eon Productions pro společnosti MGM, Columbia Pictures a Sony Pictures Entertainment. Natočil ji režisér Sam Mendes. Na scénáři se podíleli John Logan, Neal Purvis a Robert Wade. Postavu Jamese Bonda ztvárnil potřetí herec Daniel Craig.
Film pojednává o Bondově vyšetřování útoku na centrálu MI6, který je součástí spiknutí ze strany bývalého britského agenta a hlavní záporné postavy Raoula Silvy, v podání Javiera Bardema. Jeho cílem je zdiskreditovat a zabít svou bývalou řídící důstojnici M, jakožto odplatu za zradu, které se na něm měla kdysi dopustit. V bondovce se po deseti letech představily dvě vracející se postavy, jež absentovaly v předchozích dvou dílech série: Q, kterého hrál Ben Whishaw a slečna Eve Moneypenny, jíž ztvárnila Naomie Harrisová. Skyfall byl posledním snímkem pro Judi Denchovou, která se v úloze M objevila celkem sedmkrát. Její postavu šéfa MI6 převzal Ralph Fiennes, jakožto Gareth Mallory. Role smyslné Bond girl Sévérine se ujala francouzská herečka Bérénice Marloheová.
Mendes byl k natáčení přizván v roce 2008 po premiéře Quantum of Solace. Práce na filmu však byly pozastaveny pro finanční problémy studia MGM až do prosince 2010; během tohoto období na projektu pracoval v pozici konzultanta. Původní rozpracovaný scénář z dílny Petera Morgana dopsali do finální verze Logan, Purvis a Wade. První klapka padla v listopadu 2011 a natáčení pokračovalo na lokalitách ve Velké Británii, Číně a Turecku.
Světová premiéra proběhla za přítomnosti korunního prince Charlese a jeho choti vévodkyně Camilly 23. října 2012 v londýnské Royal Albert Hall. Ve Spojeném království se premiéra uskutečnila 26. října 2012 v kinosálech s formátem velkorozměrného kinematografického systému IMAX, ačkoli film nebyl snímán kamerami IMAX.
Do konce roku 2012 dosáhly celosvětové tržby výše jedné miliardy dolarů, čímž se Skyfall stal čtrnáctým filmem v historii, jenž překročil tuto hranici a také druhým nejvýdělečnějším snímkem roku. Na počátku roku 2013 byl sedmým nejvýnosnějším filmem v historii kinematografie, nejvýdělečnějším snímkem vzešlým z Velké Británie i ze studií Sony Pictures a MGM, a na prvenství dosáhl také v bondovské sérii.
Skyfall obdržel několik ocenění, včetně cen BAFTA pro nejlepší film a hudbu. Z pěti nominací na Oscara proměnil na 85. ročníku udílení Cen Akademie dvě – za nejlepší píseň „Skyfall“ a střih zvuku. Na jubilejním 70. ročníku udílení Zlatých glóbů obdržel cenu za nejlepší píseň.

## Děj

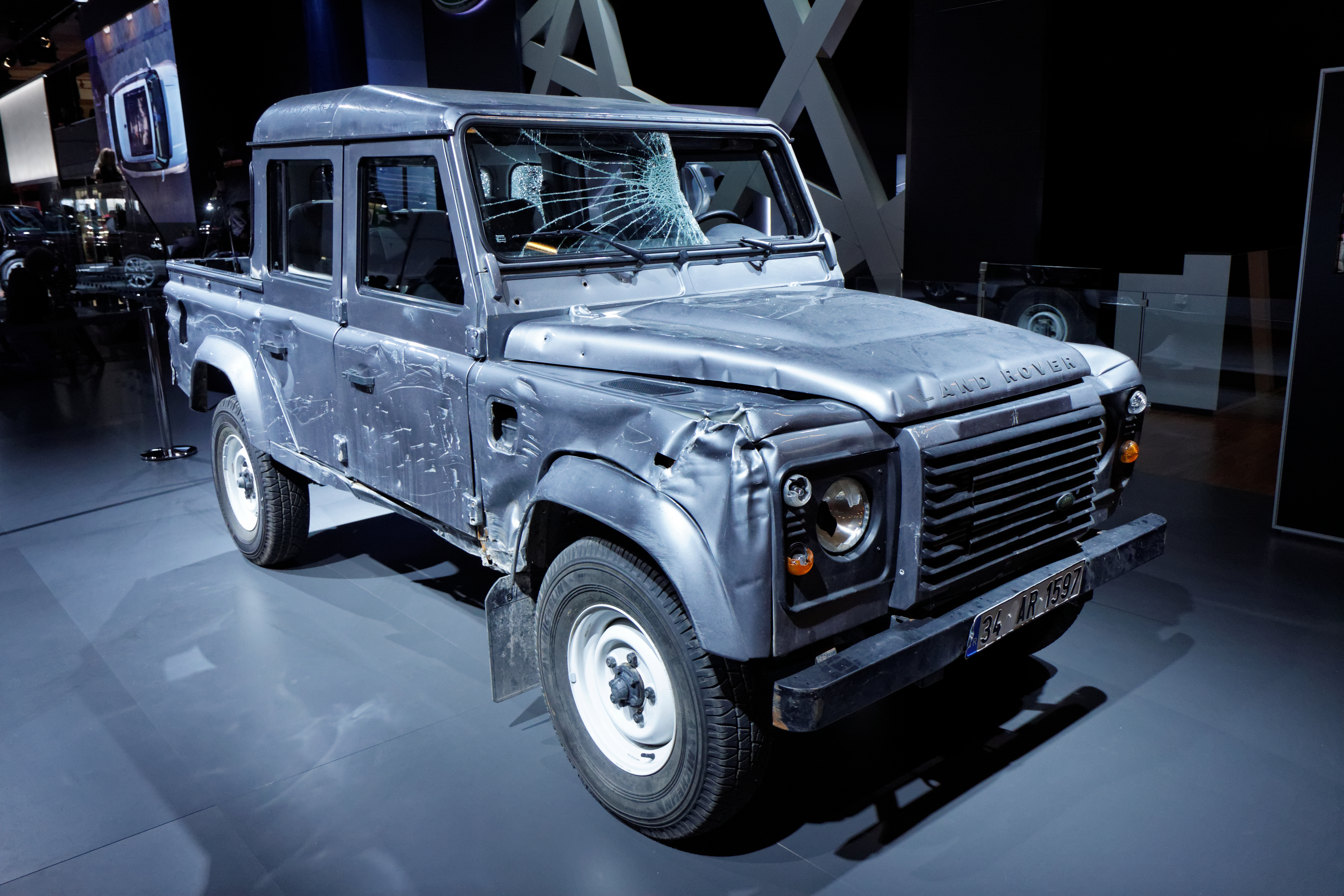
Land Rover Defender řízený Eve v istanbulských ulicích

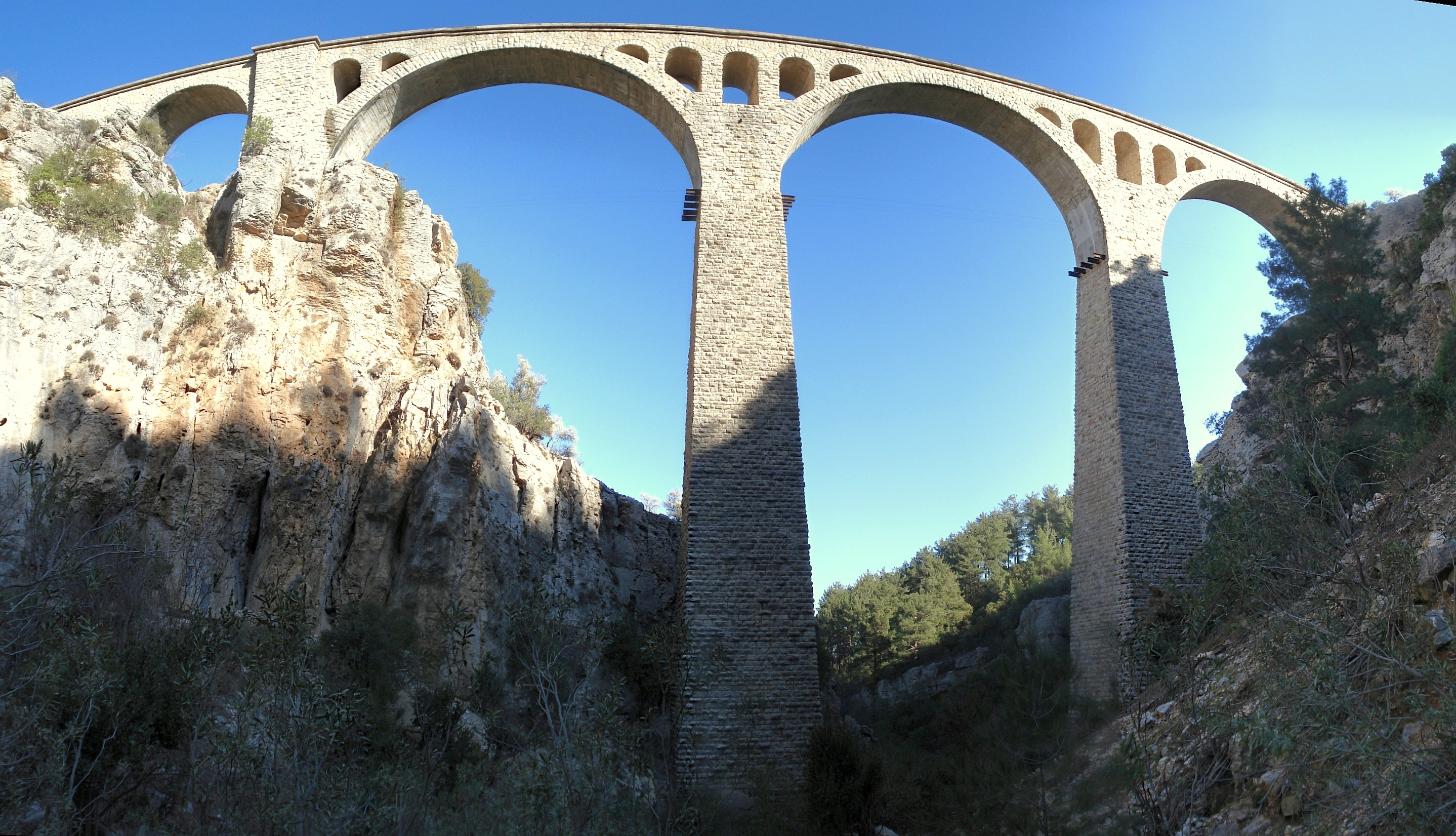
Viadukt Varda posloužil ke scéně, v níž je Bond postřelen a padá z vlaku do řeky.

Agent MI6 James Bond (Daniel Craig) a jeho kolegyně Eve (Naomie Harrisová) pronásledují v istanbulských ulicích žoldáka Patriceho (Ola Rapace), který ukradl zašifrovaná počítačová data s identitou skrytých agentů NATO infiltrovaných do teroristických organizací. Patrice zraní Bonda do ramena a následná honička vyvrcholí kontaktním bojem na střeše vlaku. Eve omylem agenta postřelí, a ten padá z vlaku do řeky. Následně je prohlášen za mrtvého.
Po debaklu operace si M (Judi Denchová), šéfku MI6, zavolá na kobereček předseda Výboru pro zpravodajské služby a bezpečnost Gareth Mallory (Ralph Fiennes). Sdělí jí, že musí odejít do výslužby. Při návratu M do kanceláře dochází k výbuchu centrály a usmrcení několika pracovníků. Velitelství se operativně přesouvá do londýnského podzemí, stejně jako tomu bylo za časů druhé světové války. Bond se dozvídá o nových událostech a „zmrtvýchvstalý“ přijíždí do Londýna. Přestože nesloží fyzické ani psychologické testy, M jej přijímá zpět do služby. Střepina z istanbulské přestřelky v jeho ramenu umožňuje vystopovat identitu Patriceho. Bond se za ním vydává do Šanghaje, kde má nájemný zabiják další zakázku. Agentovým úkolem je zjistit jméno jeho zaměstnavatele, získat zpět ukradený pevný disk a zabít ho.
Poté, co nájemný vrah svůj cíl zastřelí, zápasí v šanghajském mrakodrapu s Bondem. Dříve, než se britskému agentovi podaří vytěžit informace, Patrice padá a umírá. Bond z jeho vybavení získává informaci, že odměna za vraždu čeká v macajském kasinu. Tam žádá o proplacení Patriceho „žetonu“ a navazuje kontakt s atraktivní Sévérine (Bérénice Marloheová), jež v šanghajském pokoji stála vedle cíle atentátu. Naléhá, aby jej dovedla za šéfem, Raoulem Silvou (Javier Bardem). Od dívky získává varování před hrozbou opodál stojících bodygardů a také informaci, že se k ní může za hodinu připojit na jachtě plující za požadovaným cílem. Sévérine se však výměnou za pomoc domáhá Silvovy smrti. Poté, co agent 007 v kasinu zlikviduje ochranku, účastní se cesty na přilehlý opuštěný ostrov.
Před příjezdem jsou však zajati žoldáky, kteří je dovedou k Silvovi, bývalému agentu MI6, jenž pracoval pro M při jejich čínské misi. Silva je přesvědčen, že ho šéfka zradila a zaprodala. Obrátil se tak na kybernetický terorismus a naplánoval výbuch londýnské centrály MI6. Sévérine je jím zastřelena. Bond se ocitá v ohrožení života. Bleskově zneškodňuje ochranku a spolu s přivolanými posilami odváží Silvu do Velké Británie.
Q (Ben Whishaw) se snaží dešifrovat přístup do Silvova laptopu, čímž teroristovi nevědomě umožňuje vlomit se do systému MI6 a uprchnout z cely. Ukazuje se, že bývalý agent zajetí v londýnské centrále připravil, jako součást plánu na zavraždění M. Bond jej pronásleduje do londýnského podzemí a metra. Silvovi se však daří proniknout až do sálu, kde se M právě zodpovídá – při veřejném slyšení –, z odhalení identity agentů. Bond se dostává namísto v okamžiku Silvova pokusu zastřelit M a s pomocí Eve a Malloryho se mu daří hrozbu odvrátit. S šéfkou MI6 Bond odjíždí na opuštěné skotské sídlo Skyfall, kde vyrůstal, až do chvíle osiření. Za Malloryho souhlasu, Bond žádá Q, aby umožnil jejich únikovou trasu Silvovi monitorovat. Tím je bude schopen vystopovat.
Na opuštěném Skyfallu se agent a M setkávají se starým správcem Kincadem (Albert Finney). Nekvalitně ozbrojeni, nastraží řadu pastí, a čekají na příchod Silvovy jednotky. Po kontaktu dochází k intenzivním bojům. Postřelená M se správcem prchá tajným tunelem do odlehlé kaple. Druhý útok na dům je veden z vrtulníku za pozemní podpory Silvových granátů. Bond se rozhodne odpálit plynové bomby a utíká do tunelu. Výbuch způsobuje pád vrtulníku, destrukci domu a smrt řady útočníků. Stále živý Silva zahlédne Kincadovu baterku a vydává se za jejím světlem. Poté, co v kapli zastraší správce, vkládá do ruky M pistoli a přikládá svou hlavu na její spánek. Žádá, aby oba jednou ranou zabila. Bondovi se mezitím pod hladinou zamrzlého jezera podaří přemoci jednoho z útočníků. Do kaple dorazí včas nato, aby probodl Silvu. M však také umírá v důsledku postřelení.
Po smutečním obřadu M se Bond dostavuje do kanceláře nového šéfa MI6 Malloryho, kterého tituluje „M“. V před pokoji sedí agentka Eve, po jejímž boku bojoval v istanbulských ulicích. Nyní se agentovi 007 formálně představuje jako Eve Moneypenny, nová sekretářka šéfa MI6. Sděluje, že kancelář vyměnila za nasazení v terénu.

## Obsazení
Obsazení bondovky Skyfall bylo oficiálně oznámeno 3. listopadu 2011 na tiskové konferenci konané v londýnském Corinthia Hotelu, na den přesně padesát let poté, co bylo zveřejněno, že Sean Connery bude hrát roli agenta 007 ve filmu Dr. No.

### Osoby a role

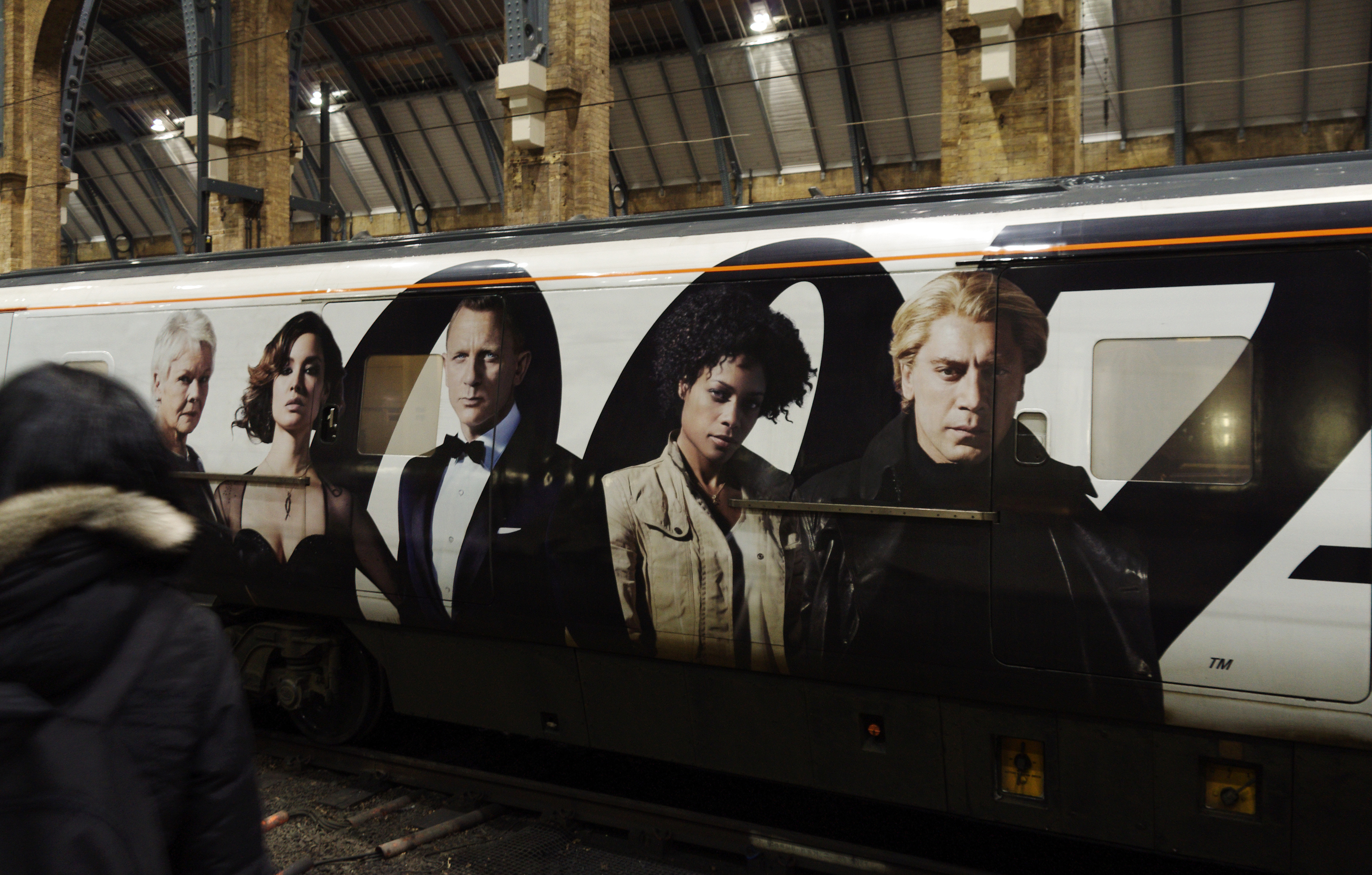
Souprava s hlavními postavami Skyfallu v londýnské stanici King's Cross

- Daniel Craig – James Bond, agent 007 s povolením zabíjet. Režisér Sam Mendes postavu popsal jako osobu, „v níž se mísí zkušenost únavy, nudy, deprese [a] nesnází, které se rozhodla překonat, aby přežila.“[11]
- Javier Bardem – Raoul Silva,[12] rodným jménem Tiago Rodriguez, hlavní záporný Bondův protihráč, bývalý agent MI6 a podřízený M, jenž se vydal na cestu kybernetického terorismu a s cílem pomstít se M. Bardem postavu charakterizoval, že je „něco víc než záporák“, zatímco Craig prohlásil, že Bond s ním naváže „velmi důležitý vztah“.[13]
- Judi Denchová – M, ředitelka MI6 a Bondova řídící důstojnice. Herečka hrála tuto roli posedmé a naposledy.
- Ralph Fiennes – Mallory,[14] vládní agent s oprávněním úkolovat MI6.[15]
- Albert Finney – Kincade, správce Skyfallu.[16] Producenti krátce zvažovali do této role obsadit Seana Conneryho.[17]
- Naomie Harrisová – Eve Moneypenny.[18][19][20][21]. Původně se spekulovalo, že herečka bude obsazena do role Eve, agentky MI6 v poli, úzce spolupracující s Bondem. Navzdory probíhajícím neověřeným zprávám v médiích, že by měla Harrisová hrát postavu slečny Moneypenny,[22][23] nikdo z produkčního týmu tuto informaci nepotvrdil. Herečka sdělila, že: Eve „[věří], že je stejná jako Bond, ale ve skutečnosti je jeho žačkou“.[24]
- Rory Kinnear – Bill Tanner, vedoucí štábu MI6, pobočník M.
- Bérénice Marloheová – Sévérine, Bond girl, kterou Silva zachránil z obchodování s bílým masem v Macau a poté pro něj pracovala jako prostředník.[25][26] Při pouhé zmínce Silvova jména byla vystrašená a projevila touhu od něj utéci.[25][27] Herečka charakterizovala postavu jako „okouzlující a tajemnou,“[24] a také uvedla, že inspiraci pro ni čerpala od Xenie Onatoppuové (Famke Janssenová) – záporné Bond girl z filmu Zlaté oko.[28]
- Helen McCroryová – Clair Dowar, britská politička, členka britského parlamentu, která vede veřejné vyšetřování M.[29][30][31] Sam Mendes ji osobně navrhl tuto roli.[32]
- Ola Rapace – Patrice, francouzský žoldnéř, osobnost „jen s pár slovy“ a „milující násilí“.[33]
- Ben Whishaw – Q.[34] Postava se vrací poté, co absentovala v předchozích dvou filmech série Casino Royale a Quantum of Solace.
- Nicholas Woodeson – doktor Hall, psycholog MI6.
- Bill Buckhurst – Ronson, agent MI6 smrtelně zraněný Patricem.
- Elize du Toitová – Vanessa, asistentka M.

Ve filmu se také objevil Jens Hultén, který hraje komplice postavy Javiera Bardema. Ben Loyd Holmes na Twitteru potvrdil, že získal v bondovce roli agenta. Řecká modelka Tonia Sotiropoulouová, která se neúspěšně ucházela o postavu Sévérine sdělila, že si zahraje jednu z vedlejších úloh.

## Produkce

### Projekt
Produkce Skyfall byla v roce 2010 pozdržena pro finanční potíže společnosti Metro-Goldwyn-Mayer. Problémy přesto vyústily do předprodukčních prací poté, co byl 21. prosince 2010 odvrácen bankrot MGM a v lednu 2011 došlo ze strany firmy a rodiny Broccoliových k oficiálnímu oznámení premiéry na 9. listopadu 2012.

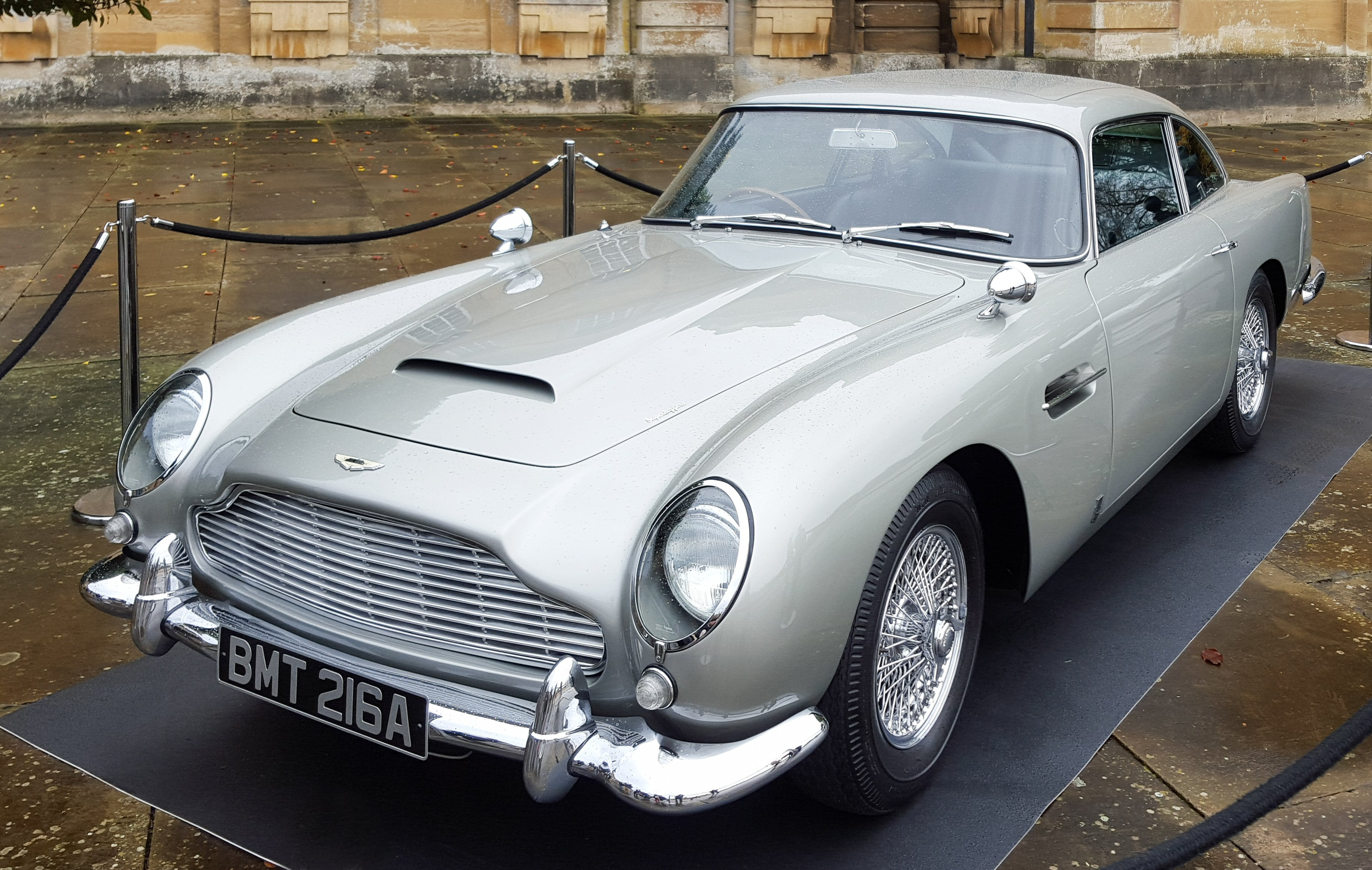
Aston Martin DB5, který se v bondovce objevil

Zahájení produkce bylo naplánováno na konec roku 2011. Následně došlo k oznámení nového termínu britské a irské premiéry již na 26. října 2012, tedy o dva týdny dříve, než ve Spojených státech, kde uvedení proběhlo 9. listopad 2012. Celkový rozpočet projektu činil přibližně 150 miliónů amerických dolarů, což představuje vůči předchozí bondovce Quantum of Solace pokles o 50 miliónů.
Film se stal součástí celoročních oslav k 50. výročí premiéry Dr. No a celé filmové série. Podle producenta Michaela G. Wilsona byl dokumentární štáb připraven doprovázet produkci filmu, aby v rámci oslav výročí zaznamenal vznik bondovky. Skyfall také představuje první bondovku, která byla promítána ve formátu IMAX.

### Název
V srpnu 2011 několik zpravodajských serverů zveřejnilo neověřenou zprávu, která se původně objevila v srbském deníku Blic, že by měla 23. bondovka nést název Carte Blanche a představovat adaptaci stejnojmenného románu od Jefferyho Deavera. 30. srpna pak tuto spekulaci oficiálně odmítla Eon Productions sdělením, že „se nový film nebude jmenovat „Carte Blanche a neponese žádnou spojitost s Deaverovou knihou.“
Dne 3. října 2011 proběhla registrace patnácti domén včetně 'jamesbond-skyfall.com' a 'skyfallthefilm.com' ve prospěch MGM a Sony Pictures u registrátora MarkMonitor. Tento krok vedl masmédia k předpokladu, že snímek ponese název „Skyfall“, což ovšem v danou chvíli nepotvrdily Eon Productions, Sony ani MGM.

### Exteriéry
V dubnu 2011 se režisér Sam Mendes a Barbara Broccoliová vydali na prohlídku lokací do Jihoafrické republiky.
Při zahájení předprodukčních prací v srpnu téhož roku se objevily informace, že natáčení proběhne také na území Indie, některé scény konkrétně v novodillíjském obvodu Sarojini Nagar a na železniční trati Goa–Ahmadábád. Štáb přesto provázely problémy se získáním povolení do uzavřených částí železniční trati Konkan Railway. S obdobnými problémy se potýkaly produkce natáčející snímky Temný rytíř povstal a Mission: Impossible – Ghost Protocol. Povolení bylo následně uděleno, ale na žádost indických orgánů s několika omezeními. Později došlo k vydání stanoviska, že se produkční štáb rozhodl na indických lokacích nenatáčet. Další zpráva uváděla, že by se mělo natáčet na istanbulském Hipodromu (náměstí Sultanahmet Meydanı), v chrámu Boží Moudrosti, ve městě Fethiye a na železničním viaduktu Varda poblíž Adany, když plánovaná doba práce na tureckých lokacích měla činit tři měsíce.
Zpráva datovaná z dubna 2012 uváděla, že některé scény by měly být nasnímány na Hašimě – opuštěném ostrově blízko pobřeží Nagasaki, stejně tak i v Tokiu.
Mendes potvrdil, že se v bondovce objeví také území Číny, když část děje bude nasnímána v Šanghaji a na dalších místech země. Původně byly plánovány na závěr filmu také záběry z hradu Duntrune, ležícím ve středozápadním skotském regionu Argyll, ovšem krátce po zahájení natáčení došlo ke zrušení tohoto plánu.

### Natáčení

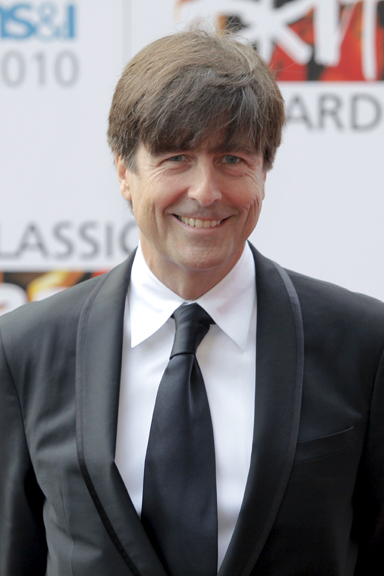
Thomas Newman, autor hudby

Délka samotného filmování byla plánována na 133 natáčecích dnů. K zahájení došlo 7. listopadu 2011 na lokacích Londýna a v jeho okolí. Scény zachycovaly Southwark a Whitehall, Národní galerii, smithfieldský masový trh, nemocnici svatého Bartoloměje Canary Wharf, ministerstvo energetiky a klimatických změn, stanici metra Charing Cross a greenwichskou kolej Old Royal Naval College..
Dalšími lokacemi bondovky se staly Cadogan Square, Tower Hill a Parliament Square. Vauxhall Bridge byl pro dopravu uzavřen, jakožto následek filmového výbuchu v centrále MI6 na Vauxhall Cross. Na rozdíl od bondovky Jeden svět nestačí, v níž také došlo k explozi této budovy – nasnímané na velkorozměrné replice, výbuch ve Skyfallu bude do filmu digitálně doplněn v rámci postprodukce. Jedna z fotografií odhalila přítomnost vozu Aston Martin DB5 na místě natáčení.
V březnu 2012 se štáb přemístil do Turecka, kde pokračovaly práce do 6. května téhož roku. Skupina tureckých teenagerú pronikla do blízkosti filmování na kolejišti v Adaně, kde probíhal nácvik bojových scén na střeše vlaku. Části a objekty Istanbulu byly během dubnového filmování scén uzavřeny. Filmaři natáčeli na těchto lokacích: Egyptský bazar (Mısır Çarşısı), Yeni Camii, Imperial Post Office, Hipodrom a Velký bazar. Majitelům dočasně zavřených obchodů byla vyplacena kompenzace 418 dolarů na den. Produkce byla kritizována za údajné poškození budov a motocyklové honičky na střechách. Michael G. Wilson tato nařčení odmítl se slovy, že před vlastní akcí tým demontoval části střech a následně je opět vrátil na původní místo.

### Hudba
Režisér Sam Mendes zvolil za autora hudby skladatele Thomase Newmana, s nímž již spolupracoval na filmech Americká krása, Road to Perdition, Jarhead a Nouzový východ. Newman tak nahradil Davida Arnolda, který zkomponoval hudbu k předchozím pěti bondovkám. Arnold následně uvedl, že si režisér Newmana vybral pro jejich dlouhodobou spolupráci a také v důsledku jeho závazku vůči Dannymu Boylovi, když se hudebně angažoval na Zahajovacím ceremoniálu londýnských Letních olympijských her 2012.
Během scény, v níž Silva ukazuje Bondovi opuštěný ostrov, zazní píseň z roku 1938 „Boum !“ od Charlese Treneta. Coververze skladby „Boom Boom“ z roku 1964 od The Animals, jejímž autorem je John Lee Hooker, se na plátně objeví v závěru filmu během Silvova útoku na Skyfall.
Britská zpěvačka a skladatelka Adele v říjnu 2012 potvrdila, že společně se svým stálým spolupracovníkem a skladatelem Paulem Epworthem, napsala a nahrála titulní skladbu „Skyfall“. Píseň byla vydána 5. října 2012 v 0.07 hodin britského letního času, v den, jemuž producenti přezdívají „James Bond Day“ (Den Jamese Bonda), kdy uplynulo přesně padesát let od premiéry první filmové bondovky Dr. No.

### Domácí média
Ve Spojených státech byl Skyfall vydán na nosičích DVD a Blu-ray 12. února 2013, ve Velké Británii 18. února a v České republice vyšel 27. února téhož roku.

## Ocenění
| Seznam ocenění a nominací                                                  | Seznam ocenění a nominací | Seznam ocenění a nominací                            | Seznam ocenění a nominací                                                          | Seznam ocenění a nominací | Seznam ocenění a nominací |
| Cena                                                                       | rok                       | kategorie                                            | příjemce                                                                           | výsledek                  | zdroj                     |
| -------------------------------------------------------------------------- | ------------------------- | ---------------------------------------------------- | ---------------------------------------------------------------------------------- | ------------------------- | ------------------------- |
| Oscar (Academy Awards)                                                     | 2012                      | nejlepší hudba                                       | Thomas Newman                                                                      | nominace                  | [ 83 ]                    |
| Oscar (Academy Awards)                                                     | 2012                      | nejlepší píseň                                       | „Skyfall“ (Adele Adkins, Paul Epworth)                                             | vítězství                 | [ 83 ]                    |
| Oscar (Academy Awards)                                                     | 2012                      | nejlepší střih zvuku                                 | Per Hallberg, Karen Baker Landersová                                               | vítězství                 | [ 83 ]                    |
| Oscar (Academy Awards)                                                     | 2012                      | nejlepší zvuk                                        | Stuart Wilson, Scott Millan, Greg P. Russell                                       | nominace                  | [ 83 ]                    |
| Oscar (Academy Awards)                                                     | 2012                      | nejlepší kamera                                      | Roger Deakins                                                                      | nominace                  | [ 83 ]                    |
| Ceny BAFTA (British Academy Film Awards)                                   | 2012                      | nejlepší film                                        |                                                                                    | vítězství                 | [ 84 ]                    |
| Ceny BAFTA (British Academy Film Awards)                                   | 2012                      | nejlepší herec ve vedlejší roli                      | Javier Bardem                                                                      | nominace                  | [ 84 ]                    |
| Ceny BAFTA (British Academy Film Awards)                                   | 2012                      | nejlepší herečka ve vedlejší roli                    | Judi Denchová                                                                      | nominace                  | [ 84 ]                    |
| Ceny BAFTA (British Academy Film Awards)                                   | 2012                      | nejlepší střih                                       | Stuart Baird                                                                       | nominace                  | [ 84 ]                    |
| Ceny BAFTA (British Academy Film Awards)                                   | 2012                      | nejlepší produkční plán                              | Dennis Gassner, Anna Pinnocková                                                    | nominace                  | [ 84 ]                    |
| Ceny BAFTA (British Academy Film Awards)                                   | 2012                      | nejlepší zvuk                                        | Stuart Wilson, Scott Millan, Greg P. Russell, Per Hallberg, Karen Baker Landersová | nominace                  | [ 84 ]                    |
| Ceny BAFTA (British Academy Film Awards)                                   | 2012                      | nejlepší hudba                                       | Thomas Newman                                                                      | vítězství                 | [ 84 ]                    |
| Ceny BAFTA (British Academy Film Awards)                                   | 2012                      | nejlepší kamera                                      | Roger Deakins                                                                      | nominace                  | [ 84 ]                    |
| Cena Asociace filmových kritiků (Broadcast Film Critics Association Award) | 2012                      | nejlepší herec ve vedlejší roli                      | Javier Bardem                                                                      | nominace                  | [ 85 ]                    |
| Cena Asociace filmových kritiků (Broadcast Film Critics Association Award) | 2012                      | nejlepší herečka ve vedlejší roli                    | Judi Denchová                                                                      | nominace                  | [ 85 ]                    |
| Cena Asociace filmových kritiků (Broadcast Film Critics Association Award) | 2012                      | nejlepší kamera                                      | Roger Deakins                                                                      | nominace                  | [ 85 ]                    |
| Cena Asociace filmových kritiků (Broadcast Film Critics Association Award) | 2012                      | nejlepší akční film                                  |                                                                                    | vítězství                 | [ 85 ]                    |
| Cena Asociace filmových kritiků (Broadcast Film Critics Association Award) | 2012                      | nejlepší píseň                                       | „Skyfall“ (Adele Adkins, Paul Epworth)                                             | vítězství                 | [ 85 ]                    |
| Cena Asociace filmových kritiků (Broadcast Film Critics Association Award) | 2012                      | nejlepší herec v akčním filmu                        | Daniel Craig                                                                       | vítězství                 | [ 85 ]                    |
| Cena Asociace filmových kritiků (Broadcast Film Critics Association Award) | 2012                      | nejlepší herečka v akčním filmu                      | Judi Denchová                                                                      | nominace                  | [ 85 ]                    |
| Ceny Asociace chicagských filmových kritiků                                | 2012                      | nejlepší herečka ve vedlejší roli                    | Judi Denchová                                                                      | nominace                  | [ 86 ]                    |
| Ceny Asociace chicagských filmových kritiků                                | 2012                      | nejlepší kamera                                      | Roger Deakins                                                                      | nominace                  | [ 86 ]                    |
| Ceny Asociace chicagských filmových kritiků                                | 2012                      | nejlepší střih                                       | Stuart Bair                                                                        | nominace                  | [ 86 ]                    |
| Zlatý glóbus (Golden Globe Awards)                                         | 2012                      | nejlepší píseň                                       | „Skyfall“ (Adele Adkins, Paul Epworth)                                             | vítězství                 | [ 87 ]                    |
| Ceny Asociace mezinárodních kritiků filmové hudby                          | 2013                      | nejlepší hudba – akční / dobrodružný film / thriller | Thomas Newman                                                                      | vítězství                 |                           |
| Ceny Spolku londýnských filmových kritiků                                  | 2012                      | nejlepší britský či irský film                       |                                                                                    | nominace                  | [ 88 ]                    |
| Ceny Spolku londýnských filmových kritiků                                  | 2012                      | nejlepší herec ve vedlejší roli                      | Javier Bardem                                                                      | nominace                  | [ 88 ]                    |
| Ceny Spolku londýnských filmových kritiků                                  | 2012                      | nejlepší herečka ve vedlejší roli                    | Judi Denchová                                                                      | nominace                  | [ 88 ]                    |
| Ceny Spolku londýnských filmových kritiků                                  | 2012                      | nejlepší britský herec                               | Daniel Craig                                                                       | nominace                  | [ 88 ]                    |
| Ceny Spolku londýnských filmových kritiků                                  | 2012                      | nejlepší britská herečka                             | Judi Denchová (spolu s její rolí ve filmu Báječný hotel Marigold)                  | nominace                  | [ 88 ]                    |
| Ceny Asociace losangeleských filmových kritiků                             | 2012                      | nejlepší kamera                                      | Roger Deakins                                                                      | vítězství                 | [ 89 ]                    |
| Ceny Spolku amerických producentů                                          | 2012                      | nejlepší producent ve filmu                          | Barbara Broccoliová, Michael G. Wilson                                             | nominace                  | [ 90 ]                    |
| Satelitní ceny (Satellite Awards)                                          | 2012                      | nejlepší film                                        |                                                                                    | nominace                  | [ 91 ]                    |
| Satelitní ceny (Satellite Awards)                                          | 2012                      | nejlepší herec ve vedlejší roli                      | Javier Bardem                                                                      | vítězství                 | [ 91 ]                    |
| Satelitní ceny (Satellite Awards)                                          | 2012                      | nejlepší herečka ve vedlejší roli                    | Judi Denchová                                                                      | nominace                  | [ 91 ]                    |
| Satelitní ceny (Satellite Awards)                                          | 2012                      | nejlepší hudba                                       | Thomas Newman                                                                      | nominace                  | [ 91 ]                    |
| Satelitní ceny (Satellite Awards)                                          | 2012                      | nejlepší píseň                                       | „Skyfall“ (Adele Adkins, Paul Epworth)                                             | nominace                  | [ 91 ]                    |
| Satelitní ceny (Satellite Awards)                                          | 2012                      | nejlepší kamera                                      | Roger Deakins                                                                      | nominace                  | [ 91 ]                    |
| Satelitní ceny (Satellite Awards)                                          | 2012                      | nejlepší vizuální efekty                             | Steve Begg, Arundi Asregadoo, Andrew Whitehurst                                    | nominace                  | [ 91 ]                    |
| Saturnovy ceny (Saturn Awards)                                             | 2012                      | nejlepší akční nebo dobrodružný film                 |                                                                                    | vítězství                 | [ 92 ]                    |
| Saturnovy ceny (Saturn Awards)                                             | 2012                      | nejlepší herec                                       | Daniel Craig                                                                       | nominace                  | [ 92 ]                    |
| Saturnovy ceny (Saturn Awards)                                             | 2012                      | nejlepší herec ve vedlejší roli                      | Javier Bardem                                                                      | nominace                  | [ 92 ]                    |
| Saturnovy ceny (Saturn Awards)                                             | 2012                      | nejlepší herečka ve vedlejší roli                    | Judi Denchová                                                                      | nominace                  | [ 92 ]                    |
| Saturnovy ceny (Saturn Awards)                                             | 2012                      | nejlepší střih                                       | Stuart Baird, Kate Bairdová                                                        | nominace                  | [ 92 ]                    |
| Saturnovy ceny (Saturn Awards)                                             | 2012                      | nejlepší hudba                                       | Thomas Newman                                                                      | nominace                  | [ 92 ]                    |
| Saturnovy ceny (Saturn Awards)                                             | 2012                      | nejlepší nalíčení                                    | Naomi Donneová, Donald Mowat, Love Larsonová                                       | nominace                  | [ 92 ]                    |
| Ceny Spolku filmových herců                                                | 2012                      | nejlepší herec ve vedlejší roli                      | Javier Bardem                                                                      | nominace                  | [ 93 ]                    |
| Ceny Spolku filmových herců                                                | 2012                      | nejlepší výkon kaskadérů                             |                                                                                    | vítězství                 | [ 93 ]                    |
| Ceny Asociace filmových kritiků ve Washingtonu, D.C.                       | 2012                      | nejlepší herec ve vedlejší roli                      | Javier Bardem                                                                      | nominace                  | [ 94 ]                    |
| Ceny Asociace filmových kritiků ve Washingtonu, D.C.                       | 2012                      | nejlepší kamera                                      | Roger Deakins                                                                      | nominace                  | [ 94 ]                    |
| Poznámky: 1.                                                               |                           |                                                      |                                                                                    |                           |                           |